# Tetrisia florigera
Tetrisia florigera là một loài bướm đêm thuộc họ Noctuoidea. Loài này có ở Nam Mỹ, bao gồm Costa Rica, Brasil và Colombia.
Loài này được nhìn thấy lần cuối vào năm 1911 và được phát hiện lại vào năm 2009 ở Veragua Rainforest, ở tỉnh Limón.